# Nichels
A Nichels foi um construtor norte-americano de carros de corrida. Produziu chassis para equipes das 500 Milhas de Indianápolis no período entre 1950 e 1954, quando o evento fazia parte do calendário do Campeonato Mundial da FIA.